# Амфитея
Амфитея (Ἀμφιθέα, Amphithea) в гръцката митология е дъщеря на Пронакс. Тя е сестра на Ликург.
Тя се омъжва за Адраст и е майка на Егиалей, Кианип и дъщерите Аргия, Деипила.
Други:
- Амфитея, съпруга на Ликург, цар на Немея, майка на Офелтес
- Амфитея, съпруга на Автолик, майка на Антиклея (майката на Одисей)
- Амфитея, съпруга на Еол, цар на Еолия, майка на 6 синa и 6 дъщери